# Jason Zucker
Jason Alan Zucker (* 16. Januar 1992 in Newport Beach, Kalifornien) ist ein US-amerikanischer Eishockeyspieler, der seit Juli 2024 bei den Buffalo Sabres in der National Hockey League unter Vertrag steht. Zuvor verbrachte der linke Flügelstürmer knapp acht Jahre in der Organisation der Minnesota Wild und spielte drei Jahre für die Pittsburgh Penguins sowie kurzzeitig für die Arizona Coyotes und Nashville Predators.

## Karriere

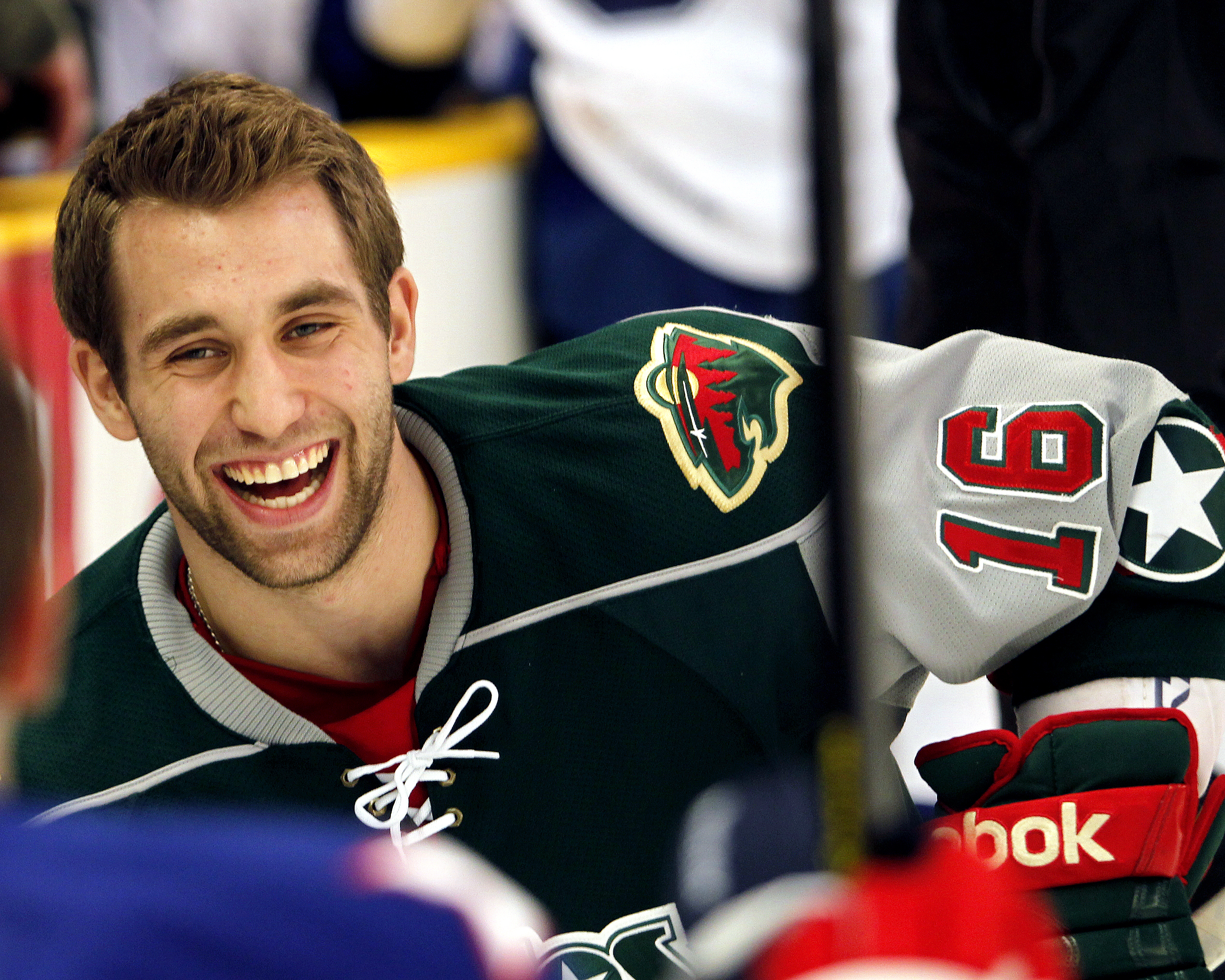
Jason Zucker (2013)

Jason Zucker begann seine Karriere als Eishockeyspieler im USA Hockey National Team Development Program, für das er von 2008 bis 2010 in der Juniorenliga North American Hockey League aktiv war. Anschließend wurde er im NHL Entry Draft 2010 in der zweiten Runde als insgesamt 59. Spieler von den Minnesota Wild ausgewählt. Zunächst besuchte er jedoch von 2010 bis 2012 die University of Denver, für deren Eishockeymannschaft er parallel in der Western Collegiate Hockey Association spielte. In den Jahren 2011 und 2012 wurde er jeweils in das zweite All-Star Team der WCHA gewählt. 2011 wurde er zudem zum Rookie des Jahres der WCHA sowie in deren All-Rookie Team gewählt. 2012 folgte die Aufnahme in das All-Academic Team der WCHA sowie das zweite All-American Team der Western Conference der National Collegiate Athletic Association. Aufgrund seiner guten Leistungen an der Universität erhielt er im März 2012 einen Profi-Vertrag bei den Minnesota Wild, für die er am Ende der Saison 2011/12 sein Debüt in der National Hockey League gab. Bis Saisonende bereitete er zwei Tore in sechs Spielen für die Wild vor.

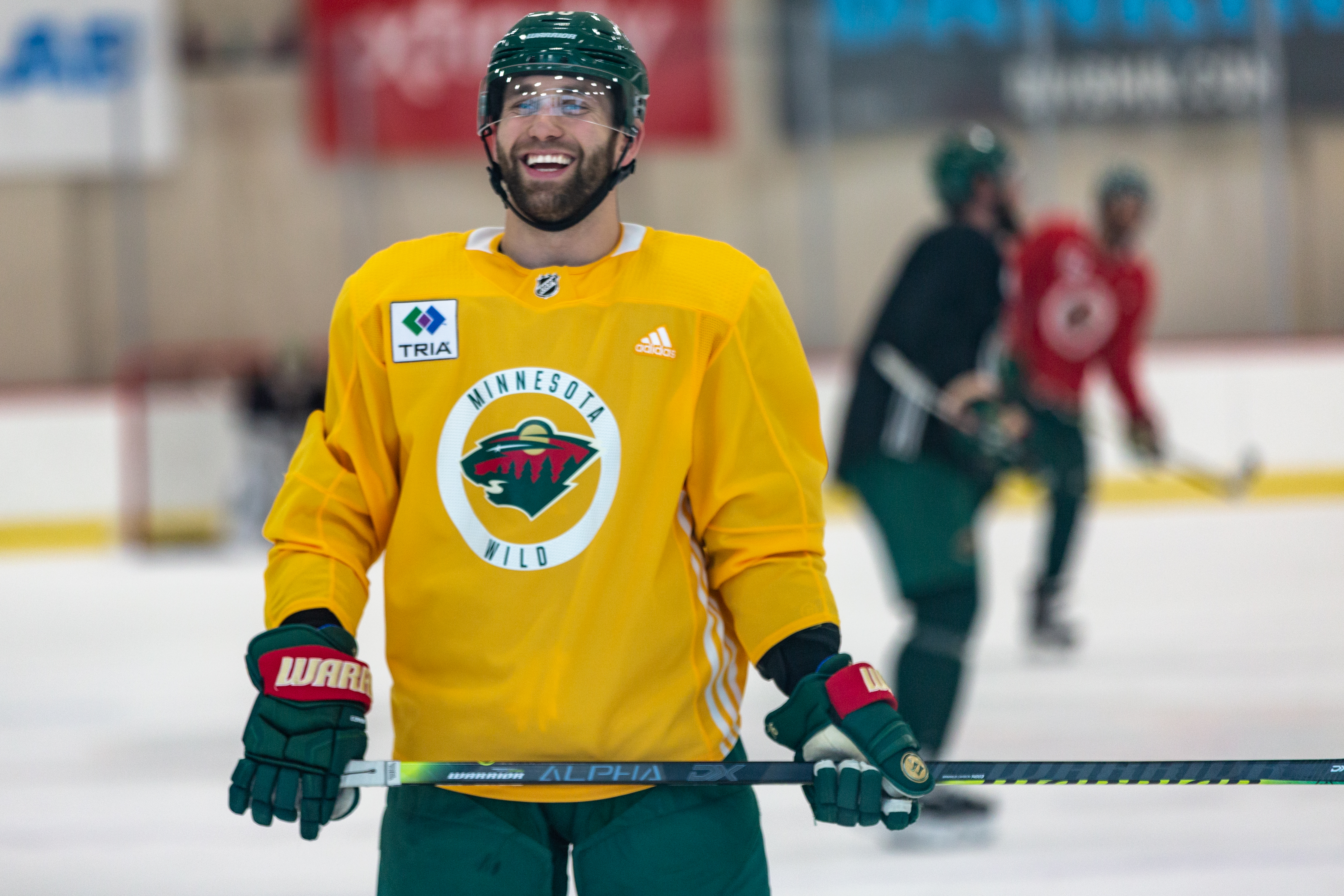
Zucker im Trikot der Minnesota Wild (2019)

In der Saison 2016/17 führte Zucker gemeinsam mit seinem Teamkollegen Ryan Suter die Plus/Minus-Wertung der NHL mit +34 an (s. NHL Plus/Minus Award; nicht mehr offiziell vergeben). In der folgenden Spielzeit steigerte der Angreifer seine persönliche Statistik deutlich auf 64 Scorerpunkte und erzielte damit seine bisher beste Karriereleistung, während er zweitbester Torschütze (33) des Teams wurde. Anschließend unterzeichnete er im Juli 2018 einen neuen Fünfjahresvertrag in Minnesota, der ihm ein durchschnittliches Jahresgehalt von 5,5 Millionen US-Dollar einbringen soll.
Für sein gesellschaftliches Engagement wurde Zucker am Ende der Saison 2018/19 mit der King Clancy Memorial Trophy geehrt.
Nach etwa acht Jahren in Minnesota wurde Zucker im Februar 2020 an die Pittsburgh Penguins abgegeben. Im Gegenzug erhielten die Wild Alex Galchenyuk, Nachwuchs-Verteidiger Calen Addison sowie ein konditionales Erstrunden-Wahlrecht für den NHL Entry Draft 2020. Letzteres sollte sich automatisch um ein Jahr nach hinten verschieben, sofern die Penguins in der Saison 2019/20 die Playoffs verpassen sollten. Letztlich erhielten die Wild das Wahlrecht für den Draft 2021, da sich die Regularien der Playoffs 2020, in denen die Penguins in der Qualifizierungsrunde ausschieden, aufgrund der COVID-19-Pandemie deutlich änderten.
Nach drei Jahren in Pittsburgh erhielt Zucker dort keinen weiterführenden Vertrag, sodass er sich im Juli 2023 als Free Agent den Arizona Coyotes anschloss. Von dort wiederum gelangte er im März 2024 im Tausch für ein Sechstrunden-Wahlrecht im NHL Entry Draft 2024 zu den Nashville Predators. In Nashville beendete er die Saison 2023/24 und wechselte anschließend im Juli 2024 als Free Agent zu den Buffalo Sabres.

### International
Für die USA nahm Zucker an den U18-Weltmeisterschaften 2009 und 2010 sowie den U20-Weltmeisterschaften 2010, 2011 und 2012 teil. Bei den U18-Weltmeisterschaften 2009 und 2010 sowie der U20-Weltmeisterschaft 2010 gewann er mit seiner Mannschaft jeweils die Goldmedaille. Bei der U20-WM 2011 gewann er mit den USA die Bronzemedaille.

## Erfolge und Auszeichnungen
| - 2011 WCHA Rookie of the Year - 2011 WCHA All-Rookie Team - 2011 WCHA Second All-Star Team - 2012 WCHA All-Academic Team - 2012 WCHA Second All-Star Team | - 2012 NCAA West Second All-American Team - 2013 Teilnahme am AHL All-Star Classic - 2013 AHL All-Rookie Team - 2017 NHL Plus/Minus Award (gemeinsam mit Ryan Suter, nicht offiziell vergeben) - 2019 King Clancy Memorial Trophy |

### International
- 2009 Goldmedaille bei der U18-Weltmeisterschaft
- 2010 Goldmedaille bei der U20-Weltmeisterschaft
- 2010 Goldmedaille bei der U18-Weltmeisterschaft
- 2011 Bronzemedaille bei der U20-Weltmeisterschaft

## Karrierestatistik
Stand: Ende der Saison 2024/25

### International
Vertrat die USA bei:
| - U18-Weltmeisterschaft 2009 - U20-Weltmeisterschaft 2010 - U18-Weltmeisterschaft 2010 | - U20-Weltmeisterschaft 2011 - U20-Weltmeisterschaft 2012 |

(Legende zur Spielerstatistik: Sp oder GP = absolvierte Spiele; T oder G = erzielte Tore; V oder A = erzielte Assists; Pkt oder Pts = erzielte Scorerpunkte; SM oder PIM = erhaltene Strafminuten; +/− = Plus/Minus-Bilanz; PP = erzielte Überzahltore; SH = erzielte Unterzahltore; GW = erzielte Siegtore; 1 Play-downs/Relegation; Kursiv: Statistik nicht vollständig)